# Krom glanshorentje
Het krom glanshorentje (Vitreolina philippi) is een slakkensoort uit de familie van de glanshorens (Eulimidae). De wetenschappelijke naam van de soort werd in 1854 voor het eerst geldig gepubliceerd door de Rayneval & Ponzi als Eulima philippi.

## Verspreiding
Het krom glanshorentje komt voor in de Middellandse Zee, in de Noord-Atlantische Oceaan (waaronder de Europese wateren) en voor de Azoren, Canarische Eilanden en Kaapverdië.